# Maratona aquática no Campeonato Mundial de Esportes Aquáticos de 2024 - 5 km feminino

Os 5 km da maratona aquática feminina da maratona aquática no Campeonato Mundial de Esportes Aquáticos de 2024 foi realizada nos dia 7 de fevereiro de 2024 em Doha, no Catar.

## Cronograma
Todos os horários estão na hora local (UTC+3).
| Data           | Hora  | Evento |
| -------------- | ----- | ------ |
| 7 de fevereiro | 10:30 | Final  |

## Medalhistas
| Ouro                                  | Prata                       | Bronze                     |
| Sharon van Rouwendaal · Países Baixos | Chelsea Gubecka · Austrália | Ana Marcela Cunha · Brasil |

## Resultados
A prova foi realizada no dia 7 de fevereiro às 10:30.
| Pos.              | Nadador                     | Nacionalidade        | Tempo     |
| ----------------- | --------------------------- | -------------------- | --------- |
| Medalha de ouro   | Sharon van Rouwendaal       | Países Baixos        | 57:33.9   |
| Medalha de prata  | Chelsea Gubecka             | Austrália            | 57:35.0   |
| Medalha de bronze | Ana Marcela Cunha           | Brasil               | 57:36.8   |
| 4                 | Katie Grimes                | Estados Unidos       | 57:38.4   |
| 5                 | Océane Cassignol            | França               | 57:38.9   |
| 6                 | María de Valdés             | Espanha              | 57:39.5   |
| 7                 | Giulia Gabbrielleschi       | Itália               | 57:47.6   |
| 8                 | Caroline Jouisse            | França               | 57:51.5   |
| 9                 | Viviane Jungblut            | Brasil               | 57:52.9   |
| 10                | Angélica André              | Portugal             | 57:54.1   |
| 11                | Lisa Pou                    | Mónaco               | 57:54.5   |
| 12                | Mariah Denigan              | Estados Unidos       | 57:55.3   |
| 13                | Mafalda Rosa                | Portugal             | 57:55.4   |
| 14                | Leonie Beck                 | Alemanha             | 57:56.6   |
| 15                | Barbara Pozzobon            | Itália               | 57:58.5   |
| 16                | Jeannette Spiwoks           | Alemanha             | 58:03.3   |
| 17                | Candela Sánchez             | Espanha              | 58:03.4   |
| 18                | Xin Xin                     | China                | 58:07.2   |
| 19                | Mao Yihan                   | China                | 58:57.5   |
| 20                | Mira Szimcsák               | Hungria              | 59:00.6   |
| 21                | Martha Sandoval             | México               | 59:03.6   |
| 22                | Amica de Jager              | África do Sul        | 59:04.0   |
| 23                | Emma Finlin                 | Canadá               | 59:04.4   |
| 24                | Bianca Crisp                | Austrália            | 59:06.0   |
| 25                | Tory Earle                  | África do Sul        | 59:06.3   |
| 26                | Tuna Erdoğan                | Turquia              | 59:07.8   |
| 27                | Alena Benešová              | Chéquia              | 59:07.8   |
| 28                | Špela Perše                 | Eslovênia            | 59:10.4   |
| 29                | Samantha Arévalo            | Equador              | 59:10.5   |
| 30                | María Bramont-Arias         | Peru                 | 59:10.8   |
| 31                | Lenka Pavlacká              | Chéquia              | 59:14.3   |
| 32                | Paola Pérez                 | Venezuela            | 59:14.9   |
| 33                | Anna Olasz                  | Hungria              | 59:15.0   |
| 34                | Lee Hae-rim                 | Coreia do Sul        | 59:16.9   |
| 35                | Nip Tsz Yin                 | Hong Kong            | 59:18.7   |
| 36                | Georgia Makri               | Grécia               | 59:21.3   |
| 37                | Ana Abad                    | Equador              | 59:21.9   |
| 38                | Laila Oravsky               | Canadá               | 59:22.4   |
| 39                | Park Jung-ju                | Coreia do Sul        | 1:01:18.0 |
| 40                | Katja Fain                  | Eslovênia            | 1:01:20.4 |
| 41                | Diana Taszhanova            | Cazaquistão          | 1:01:20.7 |
| 42                | Teng Yu-wen                 | Taipé Chinesa        | 1:01:22.9 |
| 43                | Nikita Lam                  | Hong Kong            | 1:01:25.0 |
| 44                | Yanci Vanegas               | Guatemala            | 1:04:47.7 |
| 45                | Fátima Portillo             | El Salvador          | 1:04:47.7 |
| 46                | Wang Yi-chen                | Taipé Chinesa        | 1:04:53.7 |
| 47                | Darya Pushko                | Cazaquistão          | 1:04:55.2 |
| 48                | Malak Meqdar                | Marrocos             | 1:04:55.8 |
| 49                | Karla Edith de la Rosa      | México               | 1:04:56.4 |
| 50                | Ruthseli Aponte             | Venezuela            | 1:04:56.8 |
| 51                | Alondra Quiles              | Porto Rico           | 1:05:01.1 |
| 52                | Sezen Akanda Boz            | Turquia              | 1:05:02.5 |
| 53                | Isabella Hernández          | República Dominicana | 1:07:56.8 |
| 54                | Bangalore Mahesh Rithika    | Índia                | 1:08:47.2 |
| 55                | Kathriana Mella Gustianjani | Indonésia            | 1:09:00.4 |
| 56                | Mariela Guadamuro           | Porto Rico           | 1:09:25.0 |
| 57                | Brynne Kinnaird             | Namíbia              | 1:12:33.5 |
| 58                | Carissa Steyn               | Namíbia              | OTL       |
| 58                | María Rodríguez             | Bolívia              | OTL       |
| 58                | Dorianne Bristol            | Seicheles            | OTL       |
| 58                | Swagiah Mubiru              | Uganda               | OTL       |
| 58                | Chantal Liew                | Singapura            | DNF       |
| 58                | María Porres                | Guatemala            | DNS       |
| 58                | Michell Ramírez             | Honduras             | DNS       |
| 58                | Maria Bianchi               | Quênia               | DNS       |